# Filaroides hirthi
Filaroides hirthi ist ein im Lungengewebe von Hunden vorkommender Parasit. Er der Auslöser der Filaroidose des Hundes. Der Parasit wurde bislang nur sporadisch in Europa, Nordamerika, Japan und Australien nachgewiesen.

## Merkmale
Männchen von Filaroides hirthi sind im Mittel 2,8 cm lang, Weibchen 9,9 mm. Sie sind kleiner als Filaroides milksi und sehr dünn und deshalb im Lungengewebe schwierig zu finden. Der Ösophagus ist bei Männchen 106 µm lang, bei Weibchen 113 µm und am Ende etwas dicker. Die Exkretionspore liegt bei Männchen 106 µm, bei Weibchen 123 µm hinter dem Vorderende.
Die beiden Begattungsorgane der Männchen (Spicula) sind etwa gleich lang (ca. 40 µm) und sichelförmig. Die Führungsstruktur der Spicula (Gubernaculum) ist 14 bis 15 µm lang, aber undeutlich. Der Anus liegt etwa 20 µm vor dem Hinterende. Das Ende trägt bauchseitig-seitlich zwei Paare von Papillen und seitlich ausgezogene Lappen. Der Schwanz der Weibchen ist etwa 29 µm lang und abgerundet. Der paarige Uterus ist mit 80 × 38 µm großen Eiern gefüllt, in denen bereits die 150–190 µm lange Larve 1 vorhanden ist. Die Eier sind von einer zarten Dottermembran und einer dünnen Schale umgeben. Die Larve 1 ist gewunden und ihr Schwanz hat eine Einkerbung und eine lanzenartige Spitze.

## Lebenszyklus
Filaroides hirthi hat einen direkten Lebenszyklus. Die Weibchen sind ovovivipar und die Larve 1 wird entweder mit dem Sputum ausgehustet oder abgeschluckt und sehr selten mit dem Kot ausgeschieden. Im Gegensatz zu vielen anderen Fadenwürmern ist bereits die Larve 1 infektiös. Die wichtigste Übertragungsart ist vermutlich das Belecken der Welpen durch die Hündin. Die Larve dringt nach oraler Aufnahme durch die Darmschleimhaut und gelangt über die Pfortader, hintere Hohlvene, Herz und Lungenarterie, oder die Lymphgefäße des Darms, Ductus thoracicus und anschließend über den Blutweg in die Lunge. Dabei ist eine Selbstreinfektion möglich, also Larven des Wirts können direkt wieder in die Lunge des gleichen Wirts gelangen. Alle Häutungen zu den weiteren Larvenstadien und den Adulten finden nach 1, 2, 6 und 9 Tagen in der Lunge statt. Die Präpatenz beträgt etwa fünf Wochen.